# Pipa (kikker)
De pipa (Pipa pipa) is een kikker uit de familie tongloze kikkers (Pipidae). Het is een van de bekendste en tevens een van de grootste vertegenwoordigers van de tongloze kikkers.
De kikker komt voor in grote delen van noordelijk Zuid-Amerika, de habitat bestaat uit grotere en kleinere wateren. De pipa is veel en langdurig onderzocht en wordt in groten getale in gevangenschap gehouden waardoor er veel bekend is over de biologie en levenswijze.
De pipa heeft kleine ogen en neemt zijn omgeving waar met behulp van de zeer gevoelige tastorgaantjes aan de poten. De kikker is sterk gebonden aan een leven in water en komt er zelden uit.

## Naamgeving
De pipa wordt ook wel Surinaamse pad of Surinaamse pipa genoemd. In andere talen wordt vaak een equivalent van Surinaamse pad gebruikt, zoals het Engelse 'Surinam toad' en het Bosnische 'Surinamska krastača'. In het Duits wordt de soort met 'große wabenkröte' aangeduid, wat vrij vertaald 'grote honingraatkikker' betekent. Deze naam slaat op het honingraatachtig patroon van de eieren die zich in de rughuid van de moeder bevinden gedurende de embryonale en larvale ontwikkeling.
Er is veel onderzoek gedaan naar de biologie en omdat de soort onder andere in de voormalige Nederlandse kolonie Suriname voorkomt is er veel over onderzocht en geschreven in de Nederlandse taal. Namen die in een publicatie van 1764 worden genoemd zijn 'Surinaamsche water-padde', en 'Surinaamsche kikvorsch'.

## Verspreiding en habitat
De pipa komt voor in het noorden en midden van Zuid-Amerika. De soort komt voor in delen van de landen Bolivia, Brazilië, Colombia, Ecuador, Frans-Guyana, Guyana, Suriname, Trinidad en Tobago en Venezuela. De 'gewone' pipa heeft van alle vertegenwoordigers uit het geslacht Pipa het grootste verspreidingsgebied.
De habitat bestaat uit stromende rivieren in de riviersystemen van de Amazone en de Orinoco. De soort komt tot diep in het binnenland voor in boskreekjes en andere kleinschalige wateren. De kikker bewoont echter alleen laaggelegen gebieden, van echte laaglanden rond zeeniveau tot niet meer dan 400 meter boven zeeniveau. De pipa is erg gevoelig voor vervuiling. De pipa is een nachtdier die zich overdag onderwater verschuilt tussen waterplanten of stenen.

## Uiterlijke kenmerken

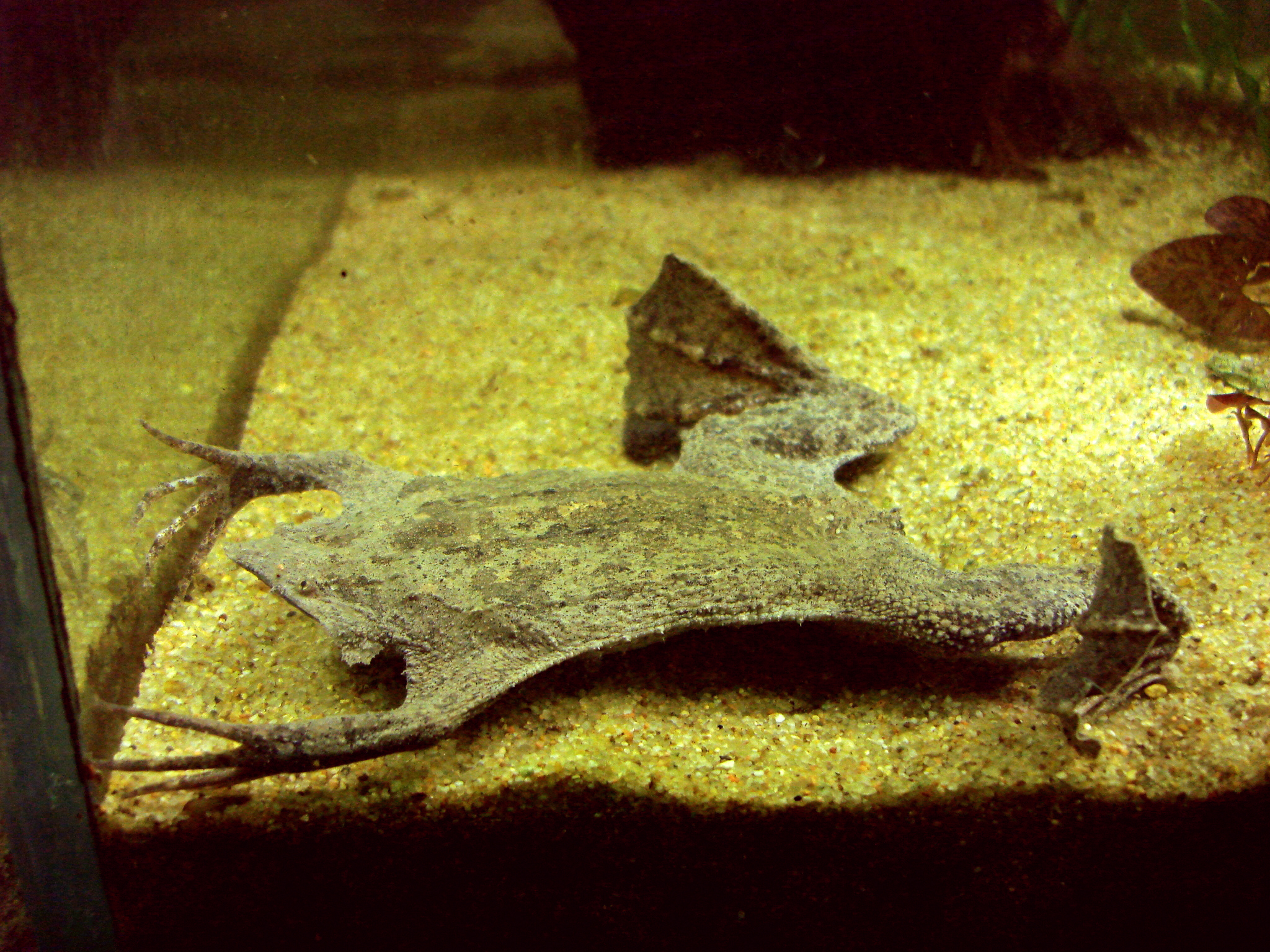
Een zwemmend exemplaar waarbij de poten goed zichtbaar zijn

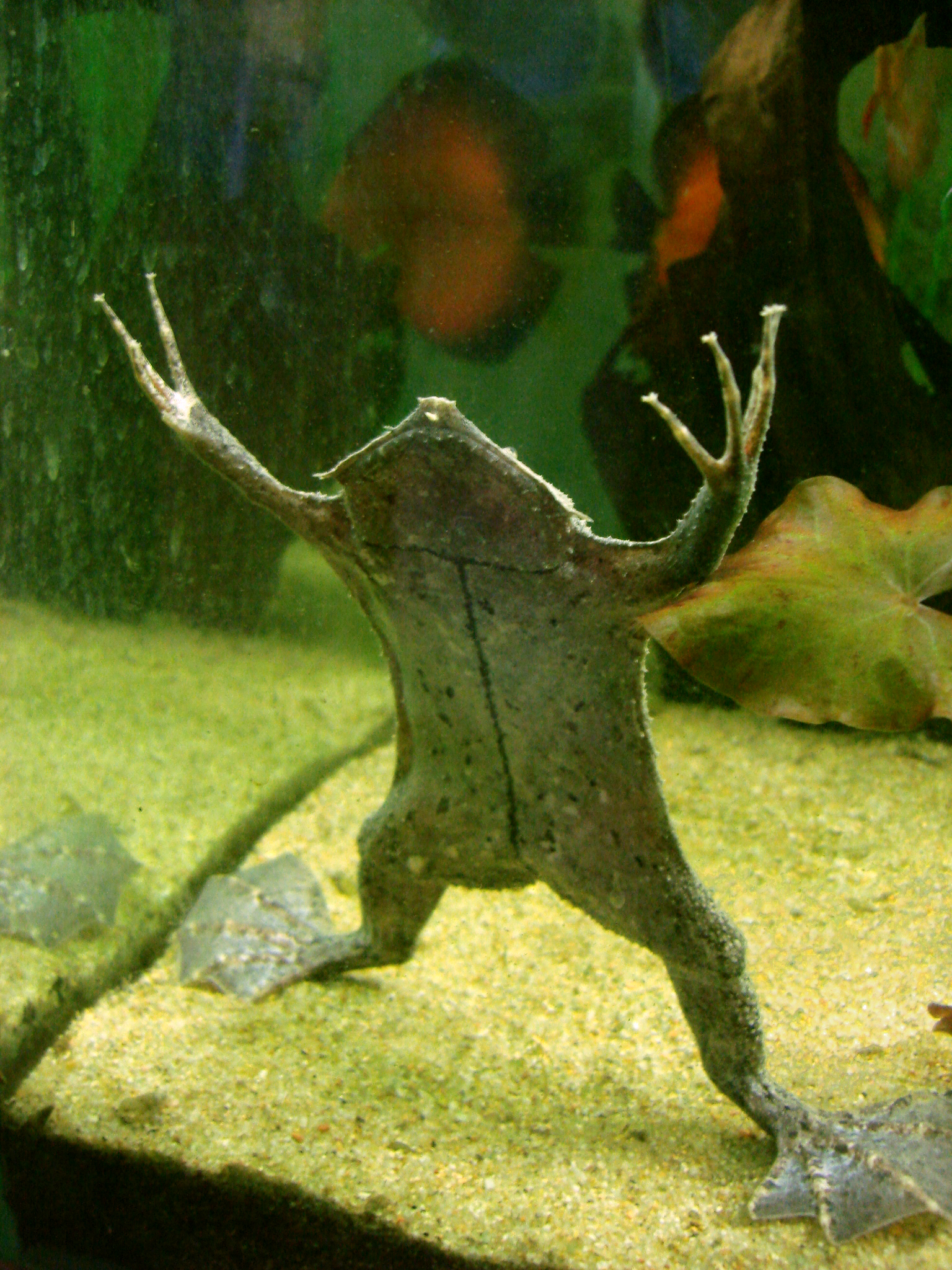
Tenen dragen zwemvliezen en vingers hebben kleine uitsteeksels.

De pipa is een vrij grote soort die een lichaamslengte bereikt van ongeveer 10 tot 15 centimeter. De lichaamskleur is bruin tot grijs. De meeste kikkers zijn vrij uniform wat betreft de lichaamsbouw, maar de tongloze kikkers waartoe de pipa behoort zijn hierop een duidelijke uitzondering. Het lichaam is zeer sterk afgeplat en is bijna vierkant wat betreft omtrek. De kop is juist driehoekig van vorm en is niet alleen afgeplat maar tevens dorsaal verbreed, met name aan de achterzijde van de schedel. De ogen zijn zeer klein en aan de voorzijde van de snuit gelegen. Alleen aan de typisch kikkerachtige, gebogen voor- en achterpoten is af te lezen dat het een kikker betreft. De soort is door Doris Cochran weleens omschreven als een 'aangebrande, vierkante pannenkoek'.

### Kop
De ogen zijn zeer klein en rond en opmerkelijk kraalachtig, het oog is niet voorzien van een beweeglijk ooglid. De ogen zijn donker van kleur en zijn sterk gedegenereerd. De ogen hebben een ronde pupil, de pipa is door de onderontwikkelde ogen zo goed als blind. De kikker gebruikt zijn vingeruiteinden om zich te oriënteren.
De tong is volledig gedegenereerd, net zoals alle tongloze kikkers waartoe de pipa behoort. Het ontbreken van de tong is een van de vele lichaamsaanpassingen van de pipa en verwanten op het permanent leven in het water. Het tongbeen is nog wel aanwezig en speelt een rol in de communicatie. Pipa's hebben geen kwaakblaas, dat zou ook niet handig zijn omdat deze alleen boven water gebruikt kan worden. In plaats daarvan laten de mannetjes twee schijfvormige botje van het tongbeen langs elkaar bewegen wat een klikkend, metalig geluid veroorzaakt. De mannetjes maken geluiden tijdens een gevecht met een concurrerend mannetje of om hun territorium af te bakenen.
Aan de voorzijde van de kop zijn kleine huidflapjes aanwezig. Twee hiervan, aan weerszijden van de kaak, zijn duidelijk vergroot en goed te zien. De pipa heeft geen tanden, dit in tegenstelling tot de andere soorten uit het geslacht Pipa. Deze hebben alleen tanden in de bovenkaak. Vroeger werden de soorten die tanden bezitten tot een apart geslacht gerekend, Protopipa, maar dit geslacht wordt niet langer erkend.

### Lichaam
Het lichaam is meestal grijs tot bruin van kleur, door de vierkante lichaamsvorm lijkt het dier nog het meest op een in het water gevallen blad. Op de rugzijde zijn vaak onregelmatige donkere vlekken aanwezig. Onder de huid aan de rugzijde is een soort verhard schild aanwezig dat dient ter bescherming. De huid is erg wrattig van structuur.
De lichaamslengte varieert van ongeveer 10 tot 15 centimeter, de mannetjes blijven kleiner dan de vrouwtjes. Er is echter een sterke overlap tussen de geslachten. Een vrouwtje wordt 10,5 tot 17,1 centimeter lang en een mannetje bereikt een lichaamslengte van 10,6 tot 15,4 cm.
Mannetjes en vrouwtjes zijn buiten de paartijd zeer moeilijk te onderscheiden. In de voortplantingstijd krijgen de vrouwtjes een ringvormige zwelling rond hun cloaca, vrouwtjes zijn na de paartijd te herkennen aan de eitjes in de huid van hun rug, zie ook onder voortplanting.

### Poten
De voor- en achterpoten zijn lang en krachtig. De achterpoten dienen om te springen en te zwemmen. De tenen van de achterpoten zijn voorzien van zeer grote zwemvliezen. Bij veel kikkers zijn de zwemvliezen half volledig, en reiken tot het midden van de teen. De zwemvliezen van de pipa echter zijn volledig, hierdoor wordt het achterpootoppervlak veel groter wat de efficiëntie tijdens het zwemmen verhoogt.
De voorpoten zijn kleiner en hebben beduidend kleinere zwemvliezen. De vijf vingers zijn lang en dun, ze staan uit elkaar en eindigen enigszins draadachtig. De vingertoppen zijn lichter van kleur. Echte vingertoppen zijn er niet; ieder vingeruiteinde eindigt in een stervormig orgaantje dat vier verschillende uiteinden heeft die zelf ook weer bestaan uit kleine papillen. Dit kenmerk onderscheid de pipa van de verschillende vertegenwoordigers van het geslacht pipa's (Pipa), en tevens van alle andere soorten tongloze kikkers.

## Activiteit en oecologie

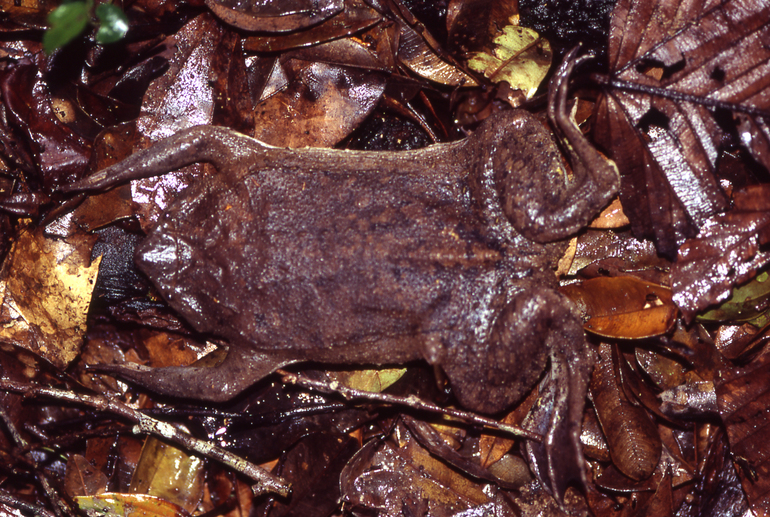
Exemplaar in de natuurlijke habitat, Tambopata (Peru)

De pipa is een strikte waterbewoner die zelden op het land komt. In het water is het een zeer behendige en snelle zwemmer. Op het land is de kikker echter erg onhandig. De pipa maakt grote sprongen, maar aangezien ze nagenoeg blind zijn, zien ze niet waar ze heen springen. De pipa houdt geen winterslaap. Als het water waarin de kikker leeft, uitdroogt, kruipen de dieren in groten getale in de modder. Ze komen pas weer tevoorschijn na een regenbui.
Het voedsel van de pipa bestaat uit kleine dieren zoals geleedpotigen, wormen en kleine gewervelden. Op het menu staan onder andere kleine visjes, regenwormen en insecten en de larven en daarnaast wordt ook aas gegeten. Deze laatste voedselkeuze is opmerkelijk want de meeste kikkers eten nooit dode dieren.
Bij de meeste kikkers wordt de tong gebruikt om net als een kameleon een prooidier eerst te vangen en vervolgens in de keel te brengen. Aangezien een tong bij de pipa ontbreekt, worden de vingers gebruikt om het voedsel vast te klemmen, het naar de bek te brengen en het vervolgens in de keel te proppen.
Door de zeer tastgevoelige vingers kan de pipa zijn voedsel zoeken in de modder of in heel troebel water. De meeste kikkers sporen hun prooi alleen visueel op, maar dit heeft wel een nadeel. Kikkers kunnen alleen bewegende beelden zien en als een prooidier stilstaat zijn zij niet in staat deze waar te nemen. De pipa echter heeft geen ogen nodig; de omgeving wordt op de tast in kaart gebracht.
De pipa heeft geen tanden in zijn bek en ook een tong ontbreekt. De prooien moeten in één keer worden doorgeslikt en hiertoe wordt een zuigende beweging gemaakt.

## Voortplanting en ontwikkeling

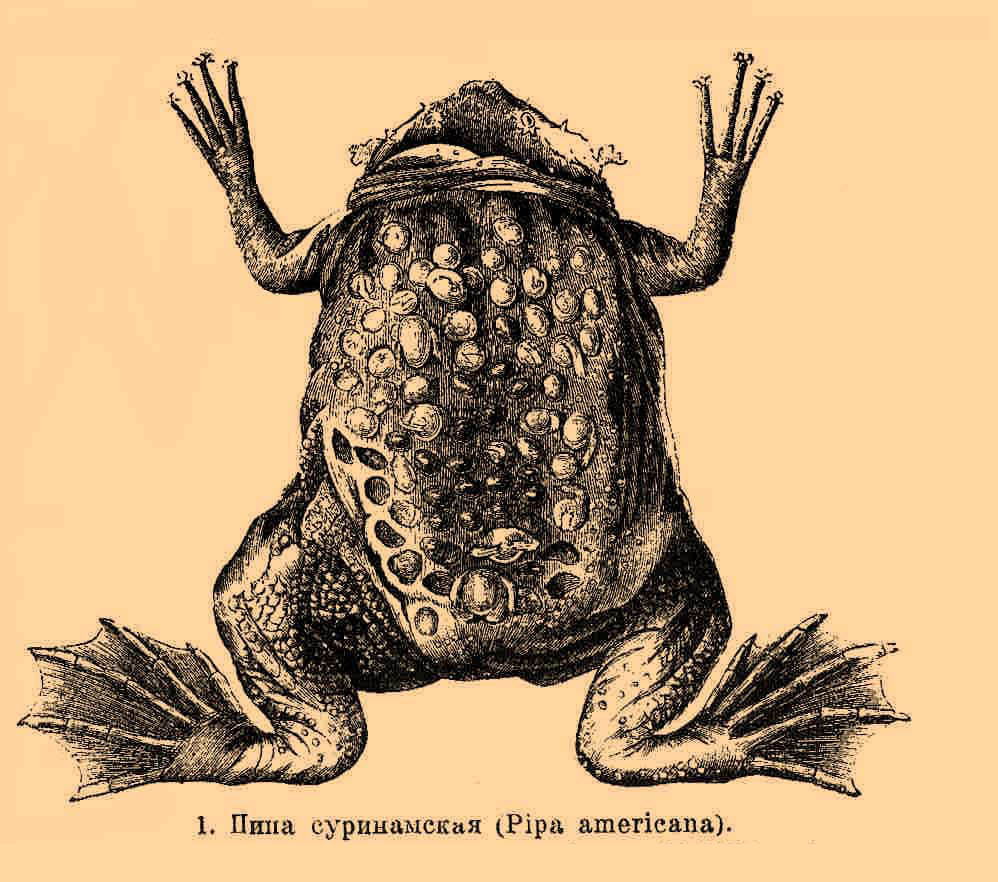
Tekening van de kikker uit 1890–1907 uit de Brockhaus and Efron Encyclopedic Dictionary

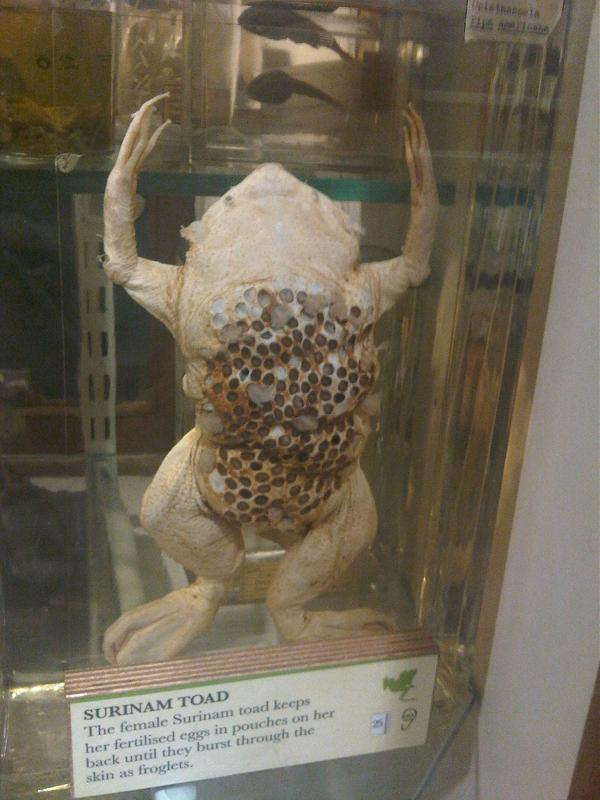
Opgezet vrouwtje met zichtbare eieren en jonge padjes

De pipa kent een vorm van broedzorg waarbij de eieren door de moeder worden opgenomen in de huid. Hierdoor worden de opgroeiende embryo's beschermd. Ook van andere soorten uit het geslacht Pipa is dit bekend maar de pipa is van alle soorten het hoogst ontwikkeld. Deze manier van het beschermen van het nageslacht is uniek in de dierenwereld. Dat de eieren in de huid groeien is al heel lang bekend, maar het precieze mechanisme was lange tijd een raadsel. Binnen de gedragsbiologie is het onderzoek naar het voortplantingsmechanisme van de pipa erg bekend.

### Ontdekkingsgeschiedenis
De bijzondere manier van embryonale ontwikkeling is al ruim driehonderd jaar bekend. Hoe de juveniele padjes in het lichaam van de moeder terechtkomen is echter lange tijd een raadsel geweest. Maria Sibylla Merian was de eerste die in 1705 het wonderlijke fenomeen beschreef. Merian dacht dat de jongen simpelweg in de huid groeiden in plaats van in een baarmoederachtig orgaan. De eieren zouden zich vanzelf naar de 'raat' op de rug verplaatsen. De Nederlandse anatoom Frederik Ruisch beschreef eveneens de voortplanting in zijn publicatie uit 1710. Ruisch stelde vast dat het huidweefsel en de voortplantingsorganen van een vrouwtje geen enkele relatie of verbinding hadden wat het eerder geopperde idee uitsloot. Vijf jaar later zat Vallisniera er flink naast door te beweren dat niet het vrouwtje maar het mannetje de eieren zou dragen. De Franse arts Philipp Fermin beschreef in 1765 voor het eerst dat de eieren zich in aparte holtes in de huid ontwikkelden. Zijn geopperde methode was niet helemaal juist maar zat wel dichter bij de waarheid. Volgens de beschrijving van Fermin zouden de eieren in het zand op de bodem van het water worden afgezet. Het mannetje zou hierbij draaiende bewegingen maken rond het vrouwtje waarbij zijn buikzijde regelmatig haar rugzijde aanraakt. Het mannetje zou de eieren zodoende in voorgevormde holtes in de huid van het vrouwtje drukken. Pas daarna zou het mannetje zijn zaad verspreiden over de reeds in de rug van zijn partner gedrukte eieren.
Edward Bartlett (1836–1908) beschreef eveneens de voortplantingsrituelen van de pipa. Hij tekende op dat het vrouwtje haar cloaca als een blaas kan uitstulpen en het mannetje de eieren eruit perste. Het mannetje verdeelde de eieren vervolgens over haar rug. Bartlett had de pech om dieren te bestuderen die een lichamelijke afwijking bezaten. Een volledig uitgestulpte baarmoeder tijdens de paring is alleen van zijn beschrijving bekend.
De werkelijke methode van voortplanting werd voor het beschreven door George en Mary Rabb in 1960. Zij onderzochten paartjes in de Brookfield Zoo in de Amerikaanse stad Chicago en slaagden erin om het gehele proces op foto en tevens op video vast te leggen. Hierdoor kwam er na vele honderden jaren van onderzoek door verschillende wetenschappers eindelijk duidelijkheid wat betreft de voortplanting van de kikker.

### Paring
Het mannetje maakt tijdens de voortplantingstijd klikkende geluiden, als hij een geschikt vrouwtje tegenkomt vindt de paring plaats. Hierbij grijpt hij het vrouwtje met zijn voorpoten vast, vlak voor de achterpoten van het vrouwtje. Deze 'greep' wordt wel de paargreep of amplexus genoemd. Bij de meeste kikkers grijpen de mannetjes het vrouwtje bij de oksels van de voorpoten, wat amplexus axillaris wordt genoemd. De tongloze kikkers waartoe de pipa behoort kennen echter een paargreep van de voorpoten van de man voor de achterpoten van de vrouw, dit wordt een amplexus lumbaris genoemd.
Als het mannetje het vrouwtje vastgrijpt, zwelt haar cloaca op. De amplexus stimuleert ook de huid die hierdoor dikker wordt.
Het paartje maakt vervolgens al zwemmend een soort 'looping' in het water. Eerst zwemmen ze omhoog naar het wateroppervlak om adem te halen. Vervolgens keert het paartje terug naar de bodem waarbij de dieren met de rug naar beneden zwemmen. Het vrouwtje zet nu een groepje eitjes af dat op de buik van het mannetje terechtkomt. Het paartje draait zich vervolgens om zodat de kikkers met de buikzijde op de bodem terechtkomen.

Het mannetje bevrucht nu de eieren en versoepelt de grip van zijn voorpoten om het vrouwtje. Hij verdeelt de eieren vervolgens met behulp van de verbrede achterpoten over de rug van het vrouwtje. Per keer worden zo drie tot tien eieren op de rug gebracht. Het gehele proces herhaalt zich ongeveer 15 tot 18 keer tot alle eieren zijn afgezet. Het gehele legsel omvat ongeveer 40 tot 100 eieren. Een vrouwtje kan twee tot drie legsels per jaar produceren.
Net als de meeste andere kikkers kent de pipa een uitwendige bevruchting waarbij het vrouwtje eerst haar eieren afzet en deze pas later worden bevrucht door het mannetje. Mannelijke kikkers hebben hierdoor geen penis maar een cloaca die lijkt op die van een vrouwtje. Ze sproeien het sperma uit over de eicellen waarbij de meeste worden bevrucht. De eieren die op de bodem terechtkomen gaan verloren.

### Embryo's en larven

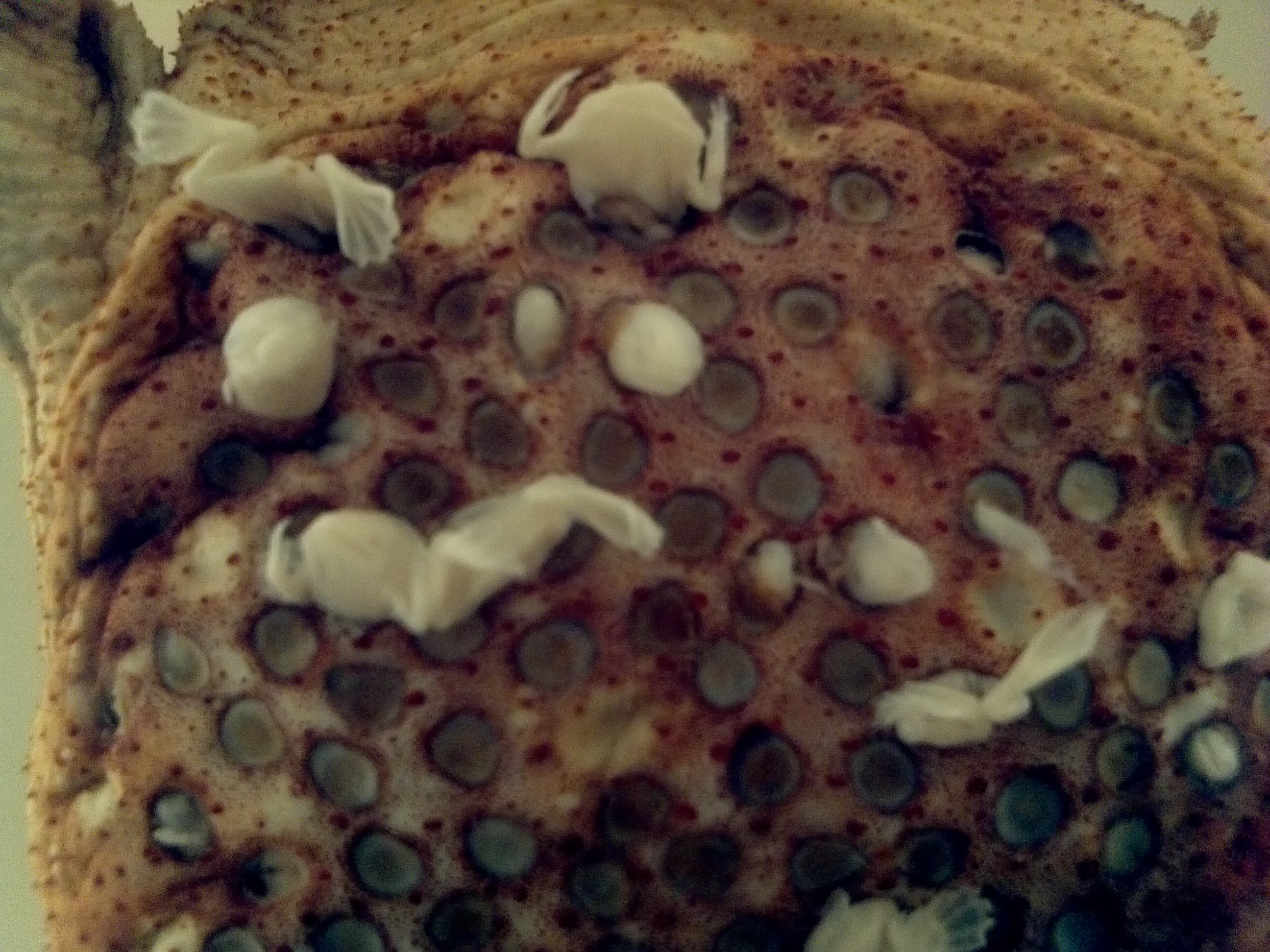
Gepreserveerde exemplaren, moeder met uitsluipende jongen

Als de eieren zijn afgezet zwelt de huid van het vrouwtje binnen enkele uren op als een spons. De eieren worden zo steeds verder omgeven door de huid en komen uiteindelijk in aparte cellen te liggen. Het geheel doet enigszins denken aan een honingraat. Na enige dagen is de huid zo opgezwollen dat slechts een klein deel van het ei nog zichtbaar is. Deze kleine opening wordt vervolgens afgesloten met een verharde afscheiding van de huid, zodat een klepje ontstaat.
De embryo's ontwikkelen zich gedurende 12 tot 20 weken van een embryo tot een volledig ontwikkeld kikkertje. Ze kennen geen vrij zwemmend stadium en de metamorfose vindt geheel plaats onder de huid van de moeder. De larven krijgen na verloop van tijd wel een staart die later in de ontwikkeling weer verdwijnt. De staart speelt waarschijnlijk een rol bij het opnemen van zuurstof. Na ongeveer tien weken laten de jonge kikkertjes zich af en toe zien door een poot naar buiten te steken. Ook happen ze al naar langskomende prooidiertjes. Als de jongen volledig zijn ontwikkeld komen ze ongeveer allemaal tegelijk uit de rug van de moeder gekropen. Het uitsluipen valt samen met de vervelling van het moederdier, waarbij ze haar huid afwerpt. Opmerkelijk is hierbij dat de moeder haar eigen jongen gedurende de geboorte met rust laat, de pipa is niet kannibalistisch. Uit waarnemingen in gevangenschap blijkt echter dat de jongen beter van hun ouders gescheiden kunnen worden omdat ze anders uiteindelijk toch worden opgegeten.
Broedzorg – het beschermen van het kroost door de ouders – komt bij wel meer soorten kikkers voor. Pijlgifkikkers bijvoorbeeld nemen de larven een tijdje op de rug mee, maar dat zijn meestal mannetjes en deze zijn slechts een soort taxi van de ene waterpartij naar de andere. Van de vroedmeesterpad is bekend dat het mannetje de eierstrengen rond zijn poten wikkelt en een tijdje meedraagt. Bij andere Pipasoorten komen er uit de huid van het vrouwtje na enige tijd de kikkervisjes tevoorschijn die zich verder in het water ontwikkelen tot kleine kikkertjes. De metamorfose vindt dus buiten het vrouwtje plaats. De pipa echter is verder ontwikkeld, uit de huid komen volledig ontwikkelde kikkers tevoorschijn.

### Juvenielen
De jonge kikkertjes lijken direct na hun geboorte al op de ouderdieren, ze zijn plat en hebben dezelfde lichaamsvorm. Ze zijn echter veel kleiner en hebben een lichaamslengte van ongeveer twee centimeter. De jonge padjes blijven niet bij hun moeder maar gaan direct hun eigen weg en zijn reeds zelfstandig. De kleine kikkertjes kunnen nog niet duiken en blijven dicht bij het wateroppervlak. Ze leven van kleine diertjes zoals wormen en watervlooien.
De jongen bezitten nog geen stervormige orgaantjes aan de uiteinden van de tenen zoals de volwassen dieren. De jongen groeien snel, de pipa kan in gevangenschap een leeftijd van bijna zeven jaar bereiken.

## In gevangenschap

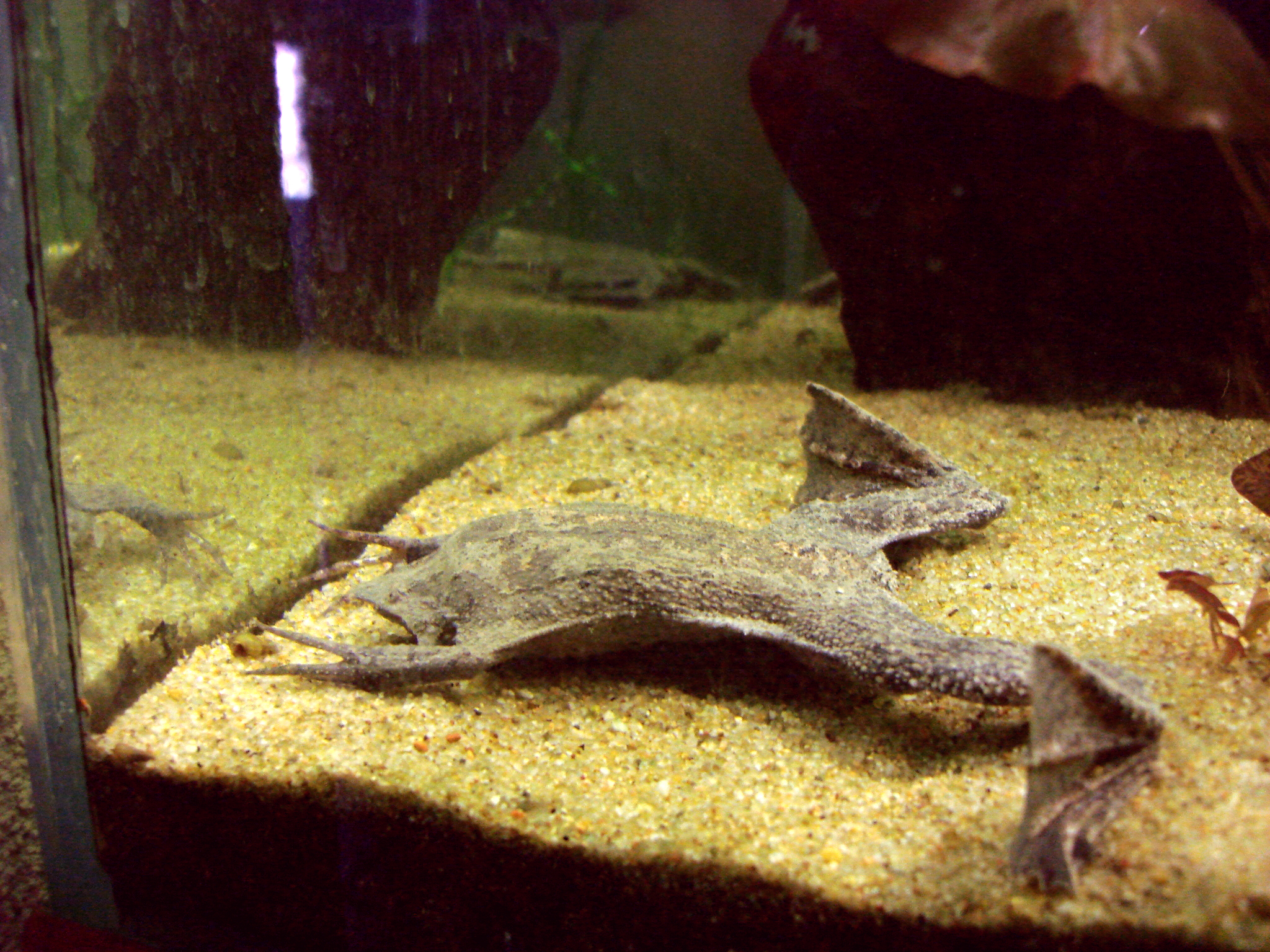
De kikker is populair in aquaria.

De pipa is een populaire soort als exotisch huisdier, omdat de kikker gemakkelijk in leven te houden is. Bovendien kan de pipa in een aquarium worden gehouden. De klauwkikker (Xenopus laevis) en de kleinere dwergklauwkikker (Hymenochirus boettgeri) genieten om dezelfde reden grote populariteit in de handel in exotische dieren. Van de drie genoemde soorten wordt de pipa tot 20 centimeter veruit het grootst; de klauwkikker blijft tot 10 cm en de dwergklauwkikker tot 3,5 cm.
De kikker leeft onder zijn natuurlijke omstandigheden in troebele wateren met een bodem bestaande uit bladeren of modder. In gevangenschap is een dergelijke huishouding niet aan te raden. De kikkers kunnen gevoerd worden met ontdooide diepgevroren larven van insecten of wormpjes (Tubifex). Ook muggenlarven, kreeftjes en regenwormen kunnen worden gevoerd.
In gevangenschap gehouden mannetjes vallen elkaar soms aan waarbij ze de kenmerkende klikkende geluiden maken. Ze schoppen en bijten naar de concurrent en delen tevens kopstoten uit.
De pipa wordt al sinds zijn ontdekking beschouwd als een afwijkend dier en is hierdoor zeer populair in dierencollecties en rariteitenkabinetten. De Amsterdamse burgemeester Nicolaes Witsen bezat al in 1696 een exemplaar. De kikker zou een "must" worden in rariteitenkabinetten.
Ondanks de relatief grote aantallen die uit het wild worden gehaald voor onderzoek en het houden in gevangenschap komt de soort nog algemeen voor. De kikker wordt relatief vaak gevangen door vissers die met een hengel vissen. Door de IUCN wordt de soort beschouwd als veilig; LC of Least Concern.

## Taxonomie en indeling

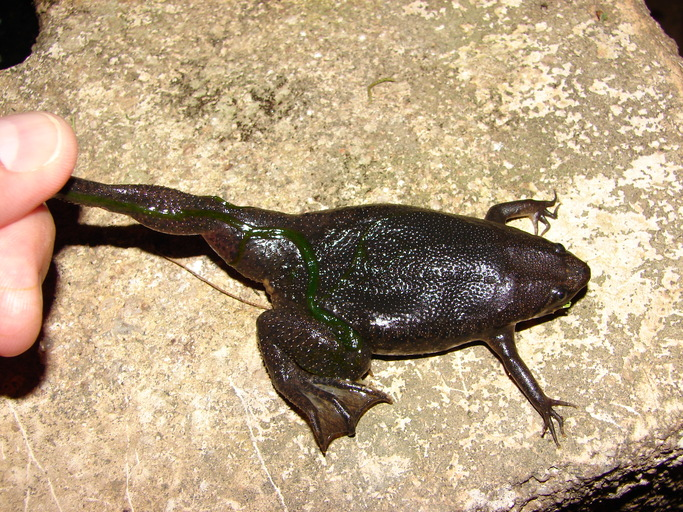
Pipa carvalhoi is sterk verwant en komt alleen voor in Brazilië.

De pipa behoort tot de tongloze kikkers (Pipidae), een relatief kleine familie van strikt in het water levende soorten. Er zijn 31 soorten in vier geslachten. Het geslacht Pipa telt zeven soorten die in grote delen van Zuid-Amerika voorkomen. Van alle soorten is de 'gewone' pipa het grootst en heeft tevens het grootste areaal.
De pipa wordt vaak verward met de klauwkikker (Xenopus laevis), die er sterk op lijkt. De klauwkikker is eveneens een bekende soort die onder andere werd gebruikt als zwangerschapstest voor mensen in vroeger tijden.
De wetenschappelijke naam van de pipa werd gepubliceerd door Linnaeus in 1758 in de tiende editie van Systema naturae. Oorspronkelijk werd de naam Rana Pipa gebruikt; het geslacht Rana wordt tegenwoordig tot de familie van de echte kikkers gerekend. De pipa is beschreven onder de meest uiteenlopende namen, zoals Pipa americana, Bufo pipa, Buffo pipa en Rana dorsigera. In de onderstaande uitklapbare lijst zijn alle synoniemen weergegeven inclusief de auteur. 
| Lijst van synoniemen van de pipa Rana Pipa Linnaeus , 1758 Pipa americana Laurenti , 1768 Buffo pipa Lacépède , 1788 Bufo pipa Bonnaterre , 1789 Rana dorsigera Schneider , 1799 Bufo dorsiger Latreille In Sonnini de Manoncourt and Latreille, 1801 Pipa dorsigera Oken , 1816 Pipa tedo Merrem , 1820 Pipa cururu Spix , 1824 Pipa curururu Spix , 1824 Pipa pipa Cuvier , 1829 Bufo Pipa pipa Cuvier , 1829 Bufo Pipa curururu Cuvier , 1829 Asterodactylus pipa Wagler , 1830 Pipa laevis Cuvier , 1831 Pipa aevis Cuvier , 1831 Leptopus asterodactylus Mayer , 1835 Pipa surinamensis Duvernoy In Cuvier, 1849 Pipa dorsigerus Gistel In Gistel and Bromme, 1850 Asterodactylus dorsigera Gistel , 1851 Pipa sedo Schlegel , 1858 Asterodactylus dorsiger Fitzinger , 1864 Pipa americana Boulenger , 1882 Pipa surinamensis Sclater, 1895 Pipa pernigra Barbour , 1923 Pipa pipa Dunn, 1948 |